# Longeville-sur-la-Laines
Longeville-sur-la-Laines és un municipi francès situat al departament de l'Alt Marne i a la regió del Gran Est. L'any 2007 tenia 436 habitants.

## Demografia

### Població
El 2007 la població de fet de Longeville-sur-la-Laines era de 436 persones. Hi havia 171 famílies de les quals 38 eren unipersonals (23 homes vivint sols i 15 dones vivint soles), 76 parelles sense fills i 57 parelles amb fills.
La població ha evolucionat segons el següent gràfic:
Habitants censats

### Habitatges
El 2007 hi havia 203 habitatges, 173 eren l'habitatge principal de la família, 19 eren segones residències i 12 estaven desocupats. 195 eren cases i 9 eren apartaments. Dels 173 habitatges principals, 144 estaven ocupats pels seus propietaris, 24 estaven llogats i ocupats pels llogaters i 6 estaven cedits a títol gratuït; 3 tenien dues cambres, 11 en tenien tres, 37 en tenien quatre i 122 en tenien cinc o més. 123 habitatges disposaven pel capbaix d'una plaça de pàrquing. A 58 habitatges hi havia un automòbil i a 103 n'hi havia dos o més.

### Piràmide de població
La piràmide de població per edats i sexe el 2009 era:
| Homes | Edats   | Dones |
| ----- | ------- | ----- |
| 0     | 95 o +  | 0     |
| 0     | 90 a 94 | 4     |
| 8     | 85 a 89 | 8     |
| 4     | 80 a 84 | 4     |
| 8     | 75 a 79 | 8     |
| 8     | 70 a 74 | 8     |
| 20    | 65 a 69 | 8     |
| 0     | 60 a 64 | 12    |
| 0     | 55 a 59 | 4     |
| 28    | 50 a 54 | 16    |
| 16    | 45 a 49 | 28    |
| 8     | 40 a 44 | 4     |
| 8     | 35 a 39 | 16    |
| 8     | 30 a 34 | 12    |
| 8     | 25 a 29 | 4     |
| 24    | 20 a 24 | 8     |
| 16    | 15 a 19 | 16    |
| 12    | 10 a 14 | 8     |
| 16    | 5 a 9   | 8     |
| 16    | 0 a 4   | 16    |

## Economia
El 2007 la població en edat de treballar era de 282 persones, 218 eren actives i 64 eren inactives. De les 218 persones actives 191 estaven ocupades (101 homes i 90 dones) i 26 estaven aturades (16 homes i 10 dones). De les 64 persones inactives 29 estaven jubilades, 11 estaven estudiant i 24 estaven classificades com a «altres inactius».

### Ingressos
El 2009 a Longeville-sur-la-Laines hi havia 181 unitats fiscals que integraven 472 persones, la mediana anual d'ingressos fiscals per persona era de 16.396,5 €.

### Activitats econòmiques
Dels 8 establiments que hi havia el 2007, 1 era d'una empresa extractiva, 1 d'una empresa alimentària, 4 d'empreses de construcció, 1 d'una empresa de comerç i reparació d'automòbils i 1 d'una empresa d'hostatgeria i restauració.
Dels 3 establiments de servei als particulars que hi havia el 2009, 1 era un taller de reparació d'automòbils i de material agrícola i 2 paletes.
L'únic establiment comercial que hi havia el 2009 era una fleca.
L'any 2000 a Longeville-sur-la-Laines hi havia 12 explotacions agrícoles.

## Equipaments sanitaris i escolars
El 2009 hi havia una escola elemental integrada dins d'un grup escolar amb les comunes properes formant una escola dispersa.

## Poblacions més properes
El següent diagrama mostra les poblacions més properes.